# Vladimíra Uhlířová
Vladimíra Uhlířová (České Budějovice, 4 de maig de 1978) és una tennista txeca retirada.
Va guanyar cinc títols de dobles femenins en el circuit WTA, que li van permetre arribar al divuitè lloc del rànquing mundial de dobles. Individualment no va guanyar cap títol professional i va arribar a ocupar el lloc 400 del rànquing. Va anunciar la seva retirada a l'inici de 2016 i posteriorment va treballar com a comentarista de tennis per la televisió.

## Palmarès

### Dobles femenins: 18 (5−13)
| Abans de 2009                | Després de 2009         |
| ---------------------------- | ----------------------- |
| Grand Slam (0−0)             |                         |
| WTA Tour Championships (0−0) |                         |
| Tier I (0−0)                 | Premier Mandatory (0−0) |
| Tier II (1−4)                | Premier 5 (0−0)         |
| Tier III (0−1)               | Premier (0−0)           |
| Tier IV i V (1−0)            | International (1−2)     |

| Títols per superfície |
| --------------------- |
| Dura (3−7)            |
| Gespa (0−0)           |
| Terra batuda (2−5)    |
| Moqueta (0−1)         |

| Resultat   | Núm. | Data                 | Torneig                     | Superfície   | Parella               | Oponents                             | Marcador         |
| ---------- | ---- | -------------------- | --------------------------- | ------------ | --------------------- | ------------------------------------ | ---------------- |
| Finalista  | 1.   | 11 de febrer de 2007 | París, França               | Moqueta (i)  | Gabriela Navrátilová  | Cara Black Liezel Huber              | 2−6, 0−6         |
| Finalista  | 2.   | 4 de març de 2007    | Doha, Qatar                 | Dura         | Ágnes Szávay          | Martina Hingis Maria Kirilenko       | 1−6, 1−6         |
| Guanyadora | 1.   | 29 d'abril de 2007   | Budapest, Hongria           | Terra batuda | Ágnes Szávay          | Martina Müller Gabriela Navrátilová  | 7−5, 6−2         |
| Finalista  | 3.   | 29 de juliol de 2007 | Bad Gastein, Àustria        | Terra batuda | Ágnes Szávay          | Lucie Hradecká Renata Voráčová       | 3−6, 5−7         |
| Finalista  | 4.   | 10 de febrer de 2008 | París (2)                   | Dura         | Eva Hrdinová          | Alona Bondarenko Katerina Bondarenko | 1−6, 4−6         |
| Guanyadora | 2.   | 13 d'abril de 2008   | Amelia Island, Estats Units | Terra batuda | Bethanie Mattek-Sands | Viktória Azàrenka Ielena Vesninà     | 6−3, 6−1         |
| Finalista  | 5.   | 27 de juliol de 2008 | Los Angeles, Estats Units   | Dura         | Eva Hrdinová          | Chan Yung-jan C-j. Chuang            | 6−2, 5−7, [4−10] |
| Guanyadora | 3.   | 26 de juliol de 2009 | Portorož, Eslovènia         | Dura         | Julia Görges          | Camille Pin Klára Zakopalová         | 6−4, 6−2         |
| Finalista  | 6.   | 25 d'octubre de 2009 | Luxemburg, Luxemburg        | Dura         | Renata Voráčová       | Iveta Benešová B. Záhlavová-Strýcová | 6−1, 0−6, [7−10] |
| Guanyadora | 4.   | 25 de juliol de 2010 | Portorož (2)                | Dura         | Maria Kondratieva     | Anna Txakvetadze Marina Erakovic     | 6−4, 2−6, [10−7] |